# TGV Atlantique
Pour l’article homonyme, voir LGV Atlantique (ligne d'infrastructure ferroviaire).
,,,
Les TGV Atlantique sont des rames électriques TGV de la Société nationale des chemins de fer français (SNCF), aptes à 300 km/h.

## Histoire
Les TGV Atlantique sont mises en service à partir de 1989 à l'occasion de l'ouverture de la première branche (Ouest) de la LGV Atlantique ; le nombre total de rames, toutes construites entre 1988 et 1992, s'élève à 105.
Durant l'opération de mi-vie (15 ans), toutes les rames Atlantiques ont été rénovées « Lacroix » du 7 novembre 2005 au 18 juin 2010.
En 2015, l'objectif de la SNCF était de radier 92 à 104 rames de TGV Atlantique et de faire ramener, par économie, le nombre total de rames TGV à 330. En réalité, 76 rames de type Atlantique sont envoyées au rebut, après 28 ans de service en moyenne, entre décembre 2015 et 2021. 
Depuis 2019, la SNCF a radicalement changé de stratégie : en 2021, les 28 rames TGV Atlantique épargnées par le plan de radiation ont été rénovées dans le cadre du programme RITA, et elles ne seront mises à la retraite que fin 2029 après près de 40 ans d’utilisation. 

## Description
C'est la deuxième génération des TGV, caractérisée extérieurement :
- initialement par sa livrée « Atlantique » (qui fut généralisée aux autres séries de TGV avant l'avènement de la livrée « Carmillon ») : gris métallisé et bleu ;
- par ses motrices mieux profilées ;
- par ses rames plus longues (10 remorques au lieu de 8).

D'autres différences importantes les distinguent des TGV Sud-Est :
- la puissance installée est de 8 800 kW sous 25 kV – 50 Hz (contre 6 450 kW pour les TGV Sud-Est), réduite à 3 680 kW sous 1 500 V continu ;
- l'utilisation de 8 moteurs triphasés synchrones ;
- les compartiments d'extrémités des voitures 1 et 10, au-dessus des essieux contigus aux motrices (motorisés sur les TGV Sud-Est), sont aménagés pour recevoir des voyageurs ;
- les aménagements intérieurs sont revus, avec notamment des espaces équipés pour les familles.

Le couplage en unité multiple (UM) est autorisé uniquement entre elles.
Roger Tallon est le designer de la livrée et de l'intérieur de la version d'origine, succédant ainsi à Jacques Cooper. Ce dernier est le designer de la silhouette, en plus d'avoir dessiné le premier TGV. Après la rénovation effectuée entre 2005 et 2010, la légère modification de la livrée et les nouveaux aménagements intérieurs sont signés Christian Lacroix. Toutefois, de 2021 à 2022, une partie des rames passe en livrée Carmillon, les autres étant radiées.
A l'origine, les premières rames "Atlantique" recommençaient une nouvelle numérotation à partir de 01. Mais, pour ne pas les confondre avec les TGV Sud-Est, il a été décidé de les numéroter à partir de 301.

## Service
Depuis leur mise en service, les rames TGV Atlantique desservent l'ouest de la France au départ de la gare Montparnasse et empruntent la LGV Atlantique, vers :  (la liste n'est pas exhaustive) 
- Massy-TGV ;
- Le Mans, Sablé-sur-Sarthe ;
- Angers, Nantes, Saint-Nazaire, La Baule et Le Croisic ;
- La Roche-sur-Yon, Les Sables-d'Olonne ;
- Laval ;
- Bretagne : Auray, Brest, Dol-de-Bretagne, Guingamp, Lamballe, Landerneau, Lannion, Lorient, Morlaix, Plouaret, Quimper, Quimperlé, Redon, Rennes, Rosporden, Saint-Brieuc, Saint-Malo, Vannes et Vitré ;
- Vendôme-TGV, Tours, Châtellerault, Futuroscope, Poitiers ;
- Saint-Maixent-l'École, Niort, Surgères, La Rochelle ;
- Ruffec (desserte supprimée en juillet 2017), Angoulême, Libourne ;
- Bordeaux, Facture-Biganos, Arcachon ;

Par ailleurs, elles sont présentes sur les liaisons Lyon – Rouen (néanmoins reprise par les rames Duplex) et Lille – Nantes / Rennes (reprise par les rames Duplex, puis Réseau et POS).
Les rames 386 à 405, équipées de la transmission voie-machine (TVM), version TVM-430, assurent dès la mise en service de cet équipement les TGV intersecteurs de l'ouest vers le nord ; la circulation vers Lyon et les Alpes peut quant à elle être effectuée par n'importe quelle rame du parc, car seule la TVM-300 est requise. Les LGV Sud Europe Atlantique et Bretagne-Pays de la Loire, qui ont été mises en service en 2017, sont équipées de la TVM-300, y permettant ainsi la circulation de toutes ces rames.
De 2000 jusqu'en décembre 2004, le « TGV Vendée » présentait un cas particulier. Bien que la ligne Nantes – La Roche-sur-Yon ne soit pas électrifiée, le conseil général de la Vendée a souhaité une desserte directe sans rupture de charge à Nantes. Pour ce faire, les rames 372 à 379 ont été modifiées pour être tractées par trois locomotives diesel-électriques CC 72000 (72051, 72062 et 72064), elles-mêmes modifiées. Cette desserte a pris fin du fait de son coût (un conducteur reste nécessaire dans le TGV en plus de celui de la CC 72000). Le TGV dessert à nouveau Les Sables-d'Olonne via La Roche-sur-Yon depuis décembre 2008, après les travaux d'électrification en 25 kV – 50 Hz de la section Nantes – Les Sables-d'Olonne.
Les premières radiations de rames Atlantique ont débuté en décembre 2015. Ainsi, la liaison Paris-Montparnasse – Toulouse via Bordeaux, Agen et Montauban, est effectuée uniquement avec des rames Euroduplex depuis le 2 juillet 2017. Les trains au départ de Paris et à destination d'Hendaye et de Tarbes passent aussi en Euroduplex, mais également ceux pour Arcachon ; la desserte directe d'Irun est supprimée dès le 10 décembre 2017. Les TGV Atlantique n'assurent donc plus, vers le sud-ouest, que les liaisons ayant pour terminus Bordeaux. Malgré le retrait progressif des rames, ces TGV officient encore sur les liaisons Paris-Montparnasse – Lannion et Paris-Montparnasse – Le Croisic.
De manière anecdotique, de novembre 2020 à mai 2021, trois rames circulent sur la liaison TER Normandie Paris-Saint-Lazare – Rouen – Le Havre (afin de pallier le retard de livraison d'Omneo Premium), bien que ce service ne soit pas réalisé à grande vitesse.

## Dépôt titulaire
Les rames sont entretenues par la « STF TGV Atlantique » (SGA), dont les ateliers sont situés à Châtillon (Hauts-de-Seine).
- Radiation de la motrice 24044, à la suite de la collision au passage à niveau no 128 avec un camion, le 15 octobre 2013 à Saint-Rémy-de-Sillé (72).
- Radiation de la motrice 24142, à la suite de la collision au passage à niveau no 175 avec un camion, le 10 juin 2014 près d'Ossun (65).
- Radiation de la motrice 24036, à la suite du rattrapage d'un TER le 17 juillet 2014 près de Lescar (64).
- Radiation de la motrice 24075, à la suite de la collision avec un camion le 25 juin 2014 près de Caudos (33).
- Rame 376 (motrice 24152) : collision avec un tracteur agricole, le 2 août 2015 à Noyal-sur-Vilaine (35).
- Radiation de la motrice 24114, à la suite d'un incendie, le 19 septembre 2016 près de Port-de-Piles (37).
- Radiation de la motrice 24200, à la suite d'une collision avec la motrice 29120 (rame Duplex 260), le 13 juillet 2017 au Technicentre Atlantique.

## Rames particulières

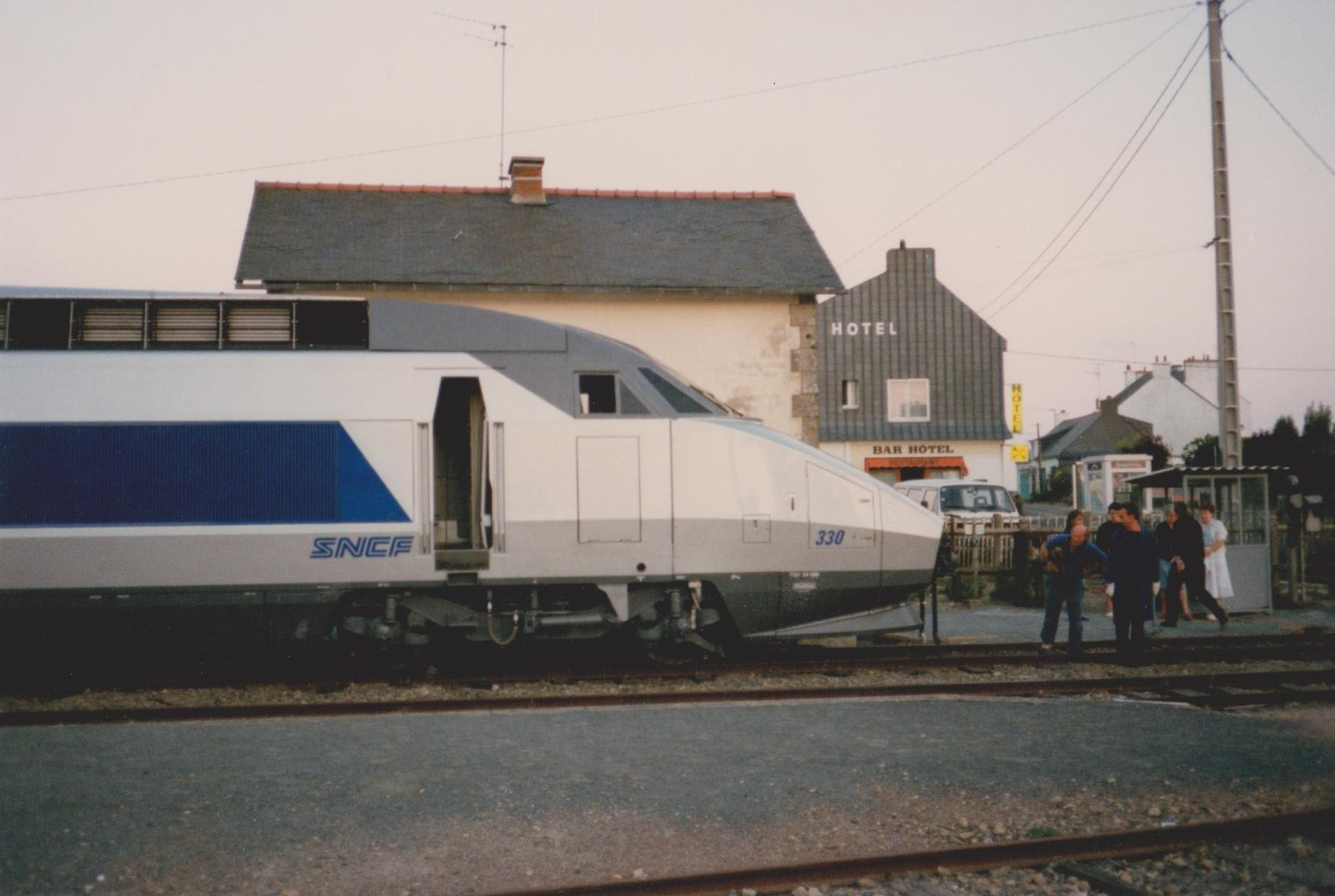
La rame 330 à Plouharnel - Carnac, en 1992.

- Rames 301 et 302 : rames de présérie qui ont porté, pendant une décennie, une version prototype de la livrée Atlantique, à base de blanc et de bleu. Le blanc fut remplacé par du gris métallisé (jugé moins salissant et moins coûteux[réf. souhaitée]) sur le reste de l'effectif dès sa construction.
- Rame 330 : est venue sur la ligne d'Auray à Quiberon en 1992, pour être photographiée dans le but d'effectuer une publicité sur le TGV Atlantique. Cette ligne n'étant pas électrifiée, la rame était tractée par deux BB 67200.
- Rame 336 : elle fut utilisée au cinéma dans le film Mission impossible.
- Rame 356 : Dernière rame à avoir porté la livrée Lacroix.
- Rame 360 : dans la nuit du jeudi 3 janvier 1991, victime de dérive. La rame, tous freins desserrés et sans conducteur, parcourt quelque six kilomètres depuis le Technicentre de Châtillon avant de s'écraser dans un heurtoir de la gare Montparnasse-Vaugirard à une vitesse estimée entre 65 et 70 km/h[11]. La rame fut réparée, les motrice M1, remorques R1, R2 et R3 mises à la ferraille et reconstruites[12].
- Rames 372 à 379 : équipées d'un attelage spécifique pour la traction par une CC 72000 afin d'assurer la desserte dite « TGV Vendée », liaison aujourd'hui électrifiée. Cela consistait principalement à modifier la programmation informatique, pour que la rame puisse fonctionner avec les pantographes baissés, et inclure à l'attelage automatique l'alimentation en énergie électrique de toute la rame (ligne de train) qui provenait de la CC 72000 (équipement désormais déposé).
- Rames 386 à 405 : équipées de la TVM 430, les autres de la TVM 300.
- Rame 388 : elle fut la dernière rame à circuler avec les aménagements intérieurs d'origine de Roger Tallon, le 18 avril 2010, avant de partir aux ateliers pour l'opération de mi-vie et la rénovation Lacroix[13].
- Rames 398 et 399 : elles sont les premières rames de la série à arborer la livrée Carmillon.
- Motrice 24211 : motrice de réserve.

### Préservations

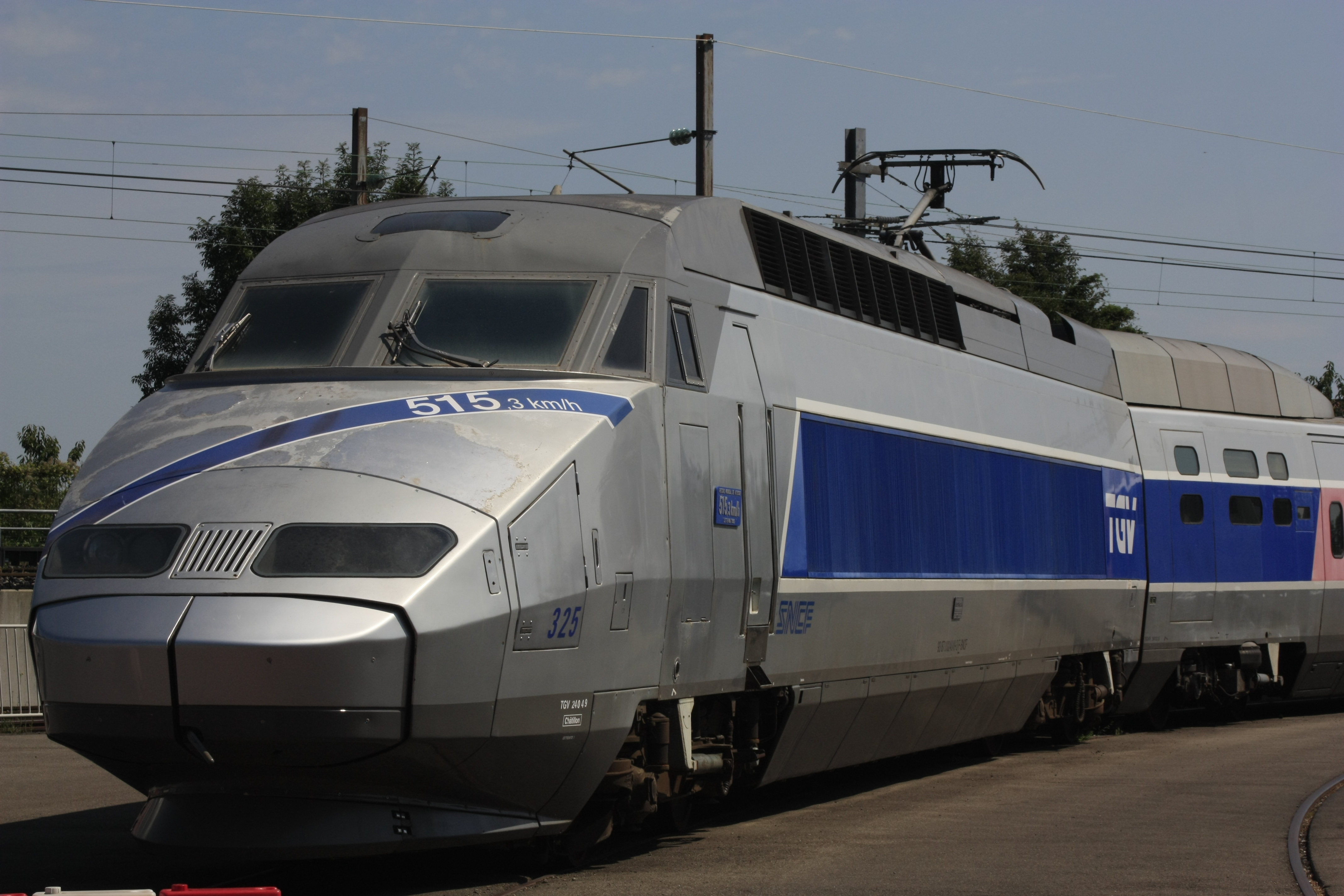
La rame 325, à la Cité du train.

- Rame 325 : détient le record du monde officiel de vitesse sur rail, à 515,3 km/h, du 18 mai 1990[14] au 3 avril 2007 ; record battu ce jour-là par la rame 4402 (TGV POS, cf. le projet V150), avec une vitesse de 574,8 km/h. Elle effectue, en 1990, une tournée en Allemagne et dans plusieurs pays de l'Europe de l'Est[14] ; durant ce périple, la rame est victime d'une rupture d'attelage puis d'un rattrapage qui endommage le nez de la motrice M1[15]. Elle a, par la suite, également l'occasion de faire des passages aux Pays-Bas et en Belgique[15]. Après son retrait du service commercial en 2018, elle est totalement repeinte en livrée Atlantique pour les 40 ans du TGV en 2021. Elle est désormais partiellement préservée : la motrice M1 (no 24049) et la remorque R1 sont exposées à la Cité du train, à Mulhouse, tandis que la motrice M2 no 24050 est conservée au Technicentre Atlantique (TATL), à Châtillon[16].

## Galerie de photographies

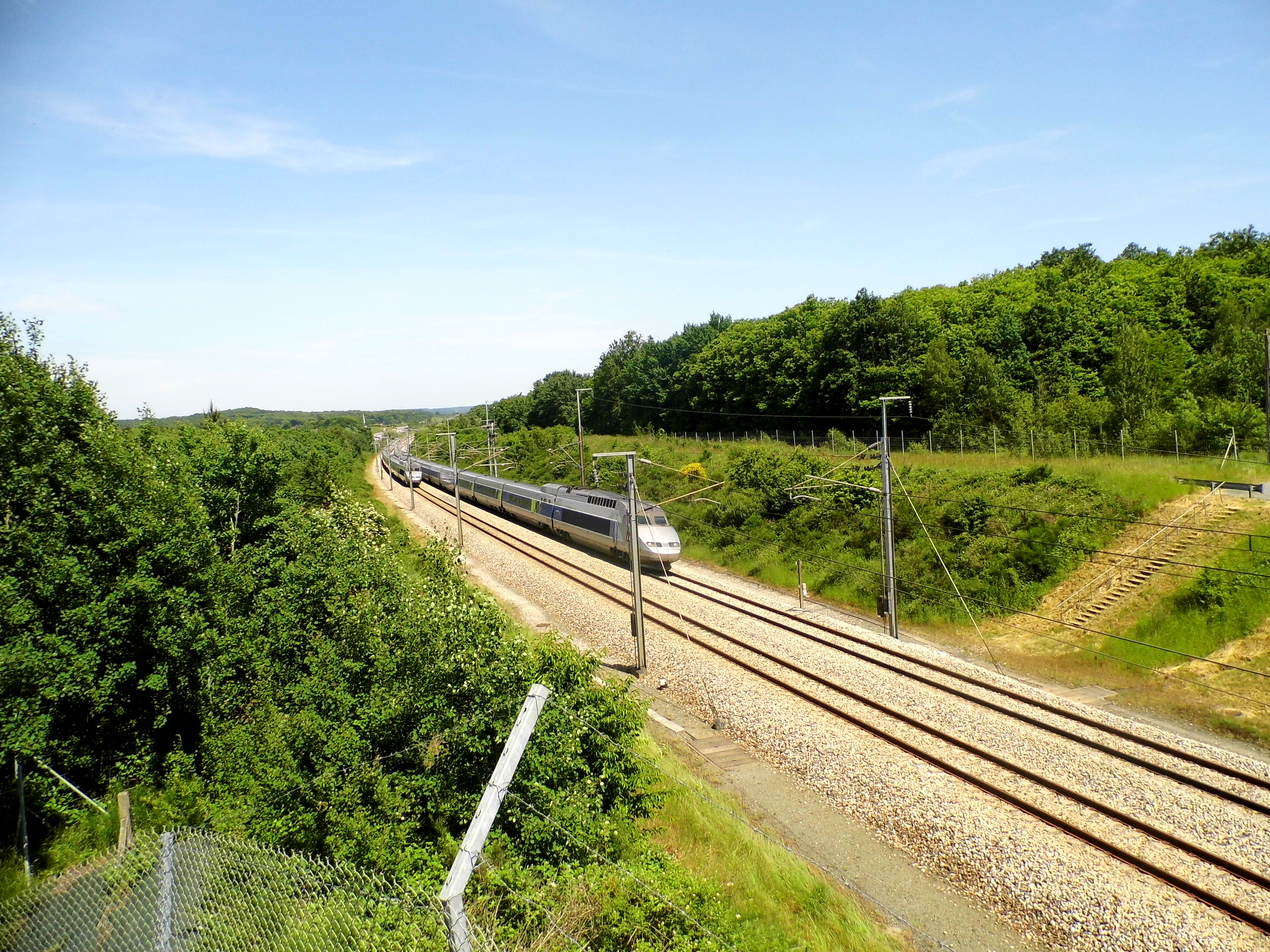
Deux rames (en livrée Atlantique) se croisent sur la LGV Atlantique, à Angervilliers.
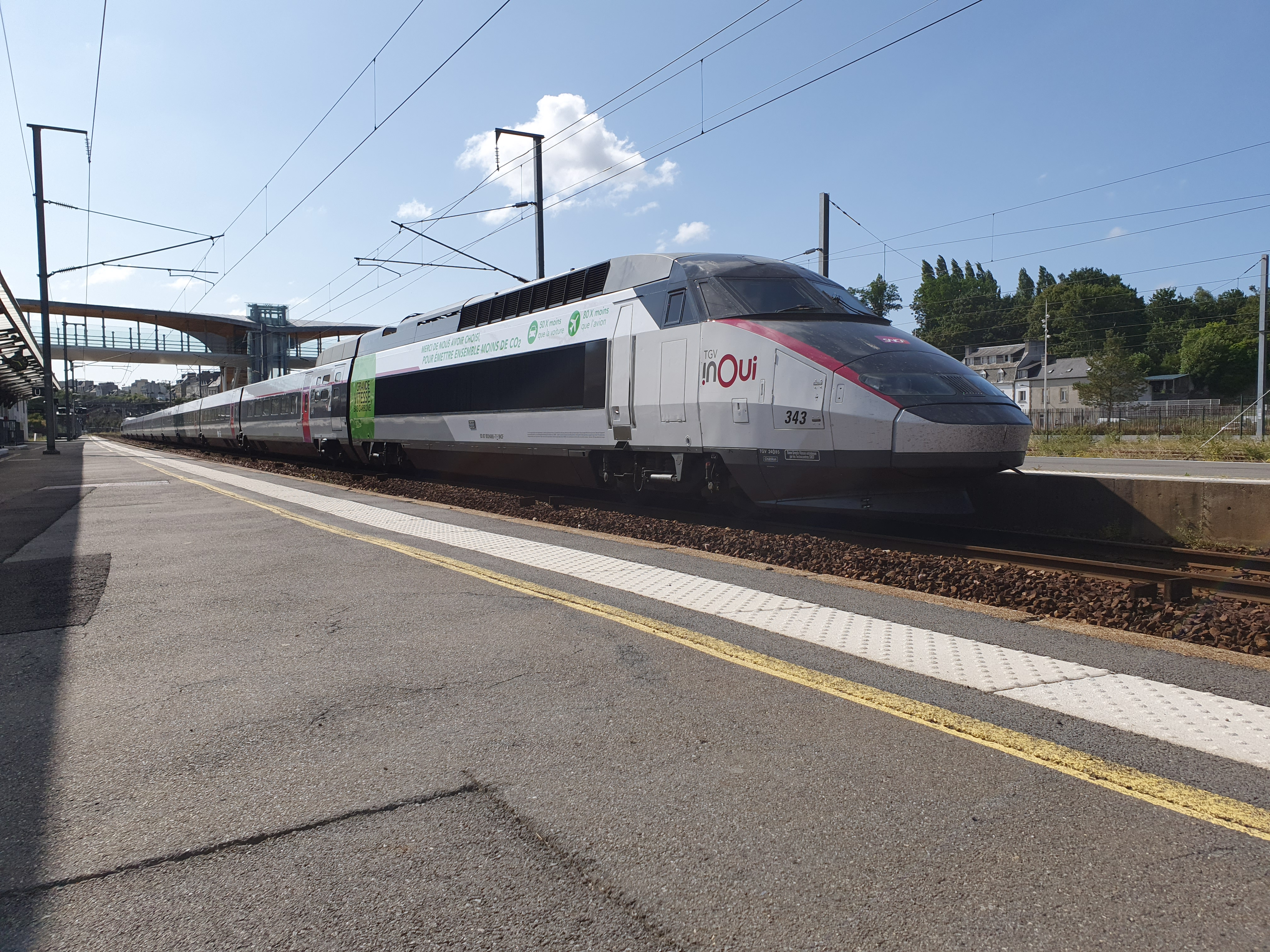
La rame no 343 (en livrée Carmillon), à la gare de Morlaix.

## Modélisme
Cette rame a été reproduite en H0 par les firmes Jouef et Mehano.